# Колісна база

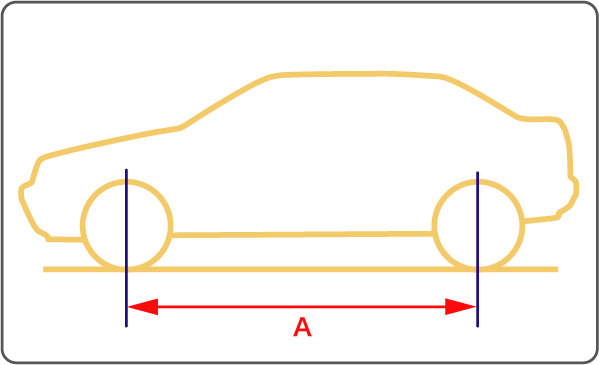
А — колісна база

Колі́сна ба́за — відстань між осями передніх і задніх коліс автомобіля або іншого колісного транспортного засобу (мотоцикл, велосипед тощо).
Колісна база є однією з важливих характеристик автомобіля, яка впливає на його маневреність та керованість. Автомобілі з меншою колісною базою мають більшу маневреність, тому зокрема гоночні автомобілі мають зазвичай коротку колісну базу. Автомобілі з довгою колісною базою комфортніші і передбачуваніші в процесі керування.

### Різна колісна база в межах однієї моделі
Деякі автомобілі пропонуються з варіантами здовженої колісної бази, щоб збільшити місткість і, отже, розкіш автомобіля. Таку практику часто можна зустріти на повнорозмірних автомобілях автомобілях, таких як Mercedes-Benz S-Class, але ультра-люксові автомобілі, такі як Rolls-Royce Phantom, і навіть великі сімейні автомобілі, такі як Rover 75, поставлялися з версіями 'лімузин'. Наприклад, Прем'єр-міністру Великої Британії Тоні Блеру для офіційного користування подарували версію Rover 75 з довгою колісною базою. Й, навіть деякі позашляховики, такі як VW Tiguan і Jeep Wrangler, доступні з довгою колісною базою.
Навпаки, купе варіанти деяких автомобілів, таких як Honda Accord, зазвичай побудовані на коротшій колісній базі, ніж седани, від яких вони походять.